# Alwin Dahl
Fritz Alwin Benjamin Dahl, född 12 april 1889 i Malmö, död 1 december 1971 i Hög i Skåne, var en svensk målare.
Han var son till järnvägstjänstemannen Fritz August Dahl och Anna Beata Olsson samt från 1938 gift med Annie Hildegard Engström.
Dahl studerade vid tekniska skolan i Malmö men var som konstnär autodidakt och företog åren 1926–1950 studieresor till bland annat Tyskland, Nederländerna, Belgien, Ungern, Österrike och Tjeckoslovakien. Separat ställde han ut i Bollnäs, Göteborg, Malmö, Lund och Halmstad. Han medverkade i samlingsutställningar med Skånes konstförening och Gävleborgs konstförening. Hans konst består av stilleben och småformatiga landskapsmålningar ofta med skånska gårdar som motiv.